# セント・ポール教会 (香港)

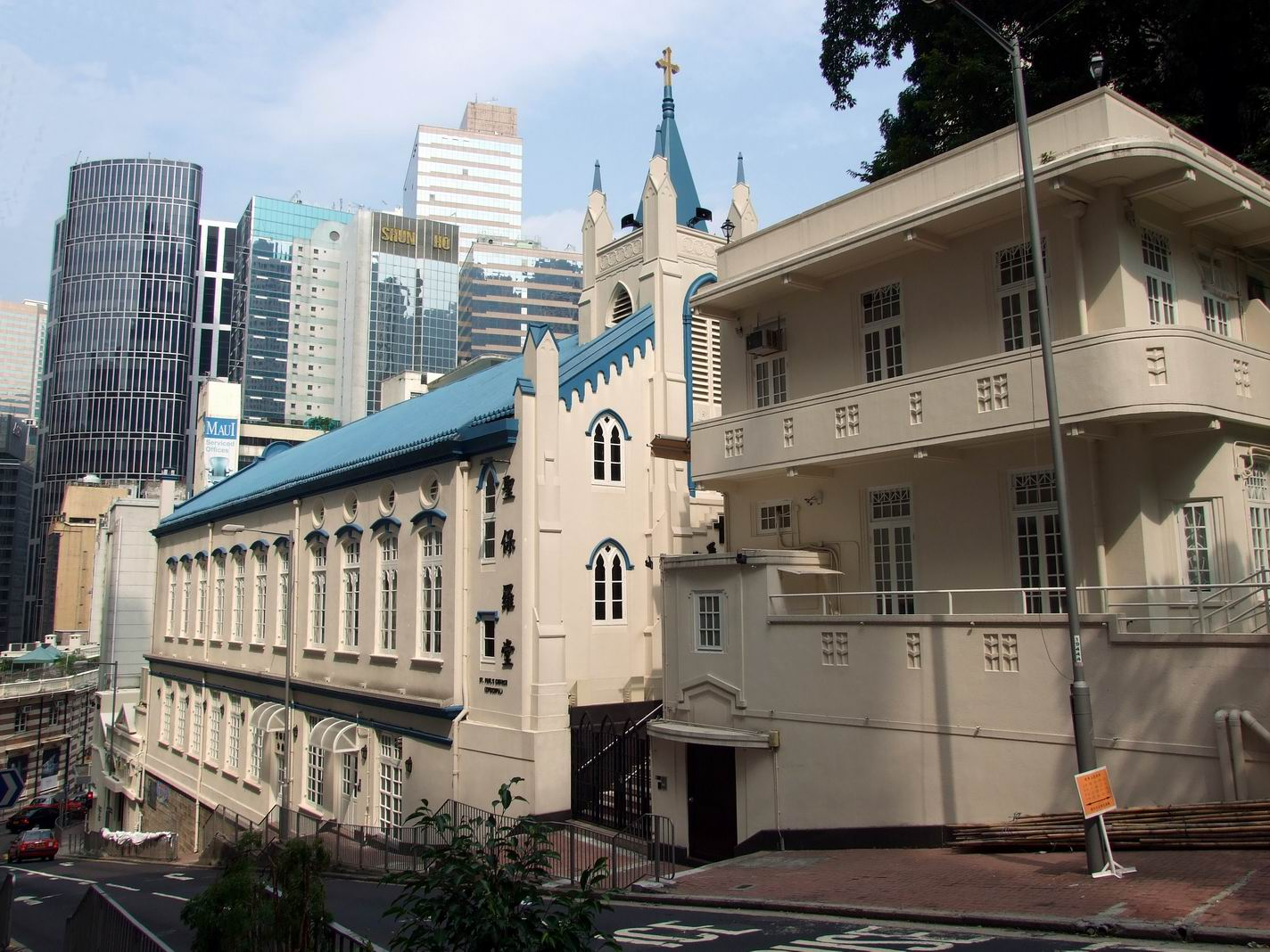
セント・ポール教会

セント・ポール教会（セント・ポールきょうかい、中国語: 聖保羅堂、英語: St. Paul's Church）は香港の教会である。中環（セントラル）に位置し、香港聖公会香港島教区に所属する。香港一級歴史建築である。
現在の教会建築は1911年10月28日にオープンした。太平洋戦争中、教会は旧日本軍に占拠され、憲兵講習所として使われた。戦後に返還した。1950年から幼稚園を併設している。